# Quinton Day
Quinton Laron Day (Kansas City, 23 settembre 1984) è un ex cestista statunitense.

## Palmarès
- Campionato polacco: 1

Gdynia: 2011-2012
- Coppa di Svizzera: 1

Neuchatel: 2012-13
- Coppa di Lega svizzera: 1

Neuchatel: 2014